# Асмир Беговић
Асмир Беговић (Требиње, 20. јун 1987) јесте босанскохерцеговачки професионални фудбалски голман.
Своју професионалну фудбалску каријеру започео је у редовима Портсмута, ком је приступио 2003. године. После две сезоне у клупској академији и неколико позајмица у каснијем периоду, Беговић је за први тим дебитовао у мају 2009, што је уједно био и његов први наступ у Премијер лиги. Наредне године прешао је у екипу Стоук ситија, а вредност трансфера износила је 3,25 милиона британских фунти. Током такмичарске 2012/13, Беговић је бранио на свих 38 утакмица у премијерлигашкој конкуренцији, те је по његом завршетку изабран за играча сезоне свог клуба. Постигавши гол са раздаљине од 91,9 m, у новембру 2013, Беговић је постао пети чувар мреже који је погађао противничку мрежу, а записан је и у Гинисовој књизи рекорда као стрелац гола са највеће удаљености у фудбалу. Лета 2015. прешао је у Челси за 8 милиона фунти, где је током наредне две сезоне углавном имао статус резервног чувара мреже. Потом је потписао уговор са Борнмутом, ком је тако приступио по други пут у каријери, рачунајући период који је током 2007. провео на позајмици у том клубу. Почетком септембра 2019, уступљен је на полугодишњи период шампиону азербејџанског првенства, Карабагу, услед пласмана тог клуба у групну фазу Лиге Европе. Средином јануара 2020, прешао је у Милан, такође у оквиру позајмице.
Беговић је до своје 20. године представљао репрезентацију Канаде у том узрасту, са којом је 2007. учествовао на Светском првенству, одржаном у тој држави. Две године касније одлучио је да промени национални тим и брани за сениорски састав Босне и Херцеговине. Ту репрезентацију представљао је као први избор пред голом, на Светском првенству, одиграном 2014. године у Бразилу.

## Клупска каријера

### Почеци
Асмир Беговић рођен је 20. јуна 1987. године у Требињу, а са породицом се током детињства преселио у Немачку. Асмиров отац, Амир, такође је наступао као фудбалски голман и био члан екипа Леотара и Искре из Бугојна. Када је његова породица одлучила да се одсели из Босне и Херцеговине, Беговић је своју фудбалу каријеру почео у млађим селекцијама локалног клуба Кирхаузена из Хајлброна. Ту се задржао до своје 10. године, када је породица поново променила место боравка и одселила се у Канаду.
Доласком у Канаду, Беговић је похађао Високу школу „Ст. Франсис Xавијер”, у чијој је академији такође наступао. Играма у саставу Саутвест Стинг Едмонтона, Беговић је заслужио позив у кадетску репрезентацију Канаде. Године 2003, добио је позиве Портсмута и Тотенхема за одигравање пробних утакмица. Убрзо по доласку у Портсмут, понуђен му је уговор како би се обезбедио останак тог играча у клубу пре пробе у Тотенхему.

### Портсмут
Беговић је лета 2013. године потписао стипендијски уговор са Портсмутом, а како је у то време био малолетан и није имао пасош неке од држава чланица Европске уније, наредне две године није имао право наступа на такмичарским сусретима. После развојног периода под надзором клуба, Беговић је уступљен белгијском прволигашу Ла Лувјеру, где је два пута наступио у највишем степену фудбалског такмичења у тој држави. Радну визу Уједињеног Краљевства, Беговић је добио 2006. године, чиме му је омогућено право наступа у тој држави. Недуго затим уступљен је екипи Маклсфилд тауна, за такмичарску 2006/07. у Другој фудбалској лиги Енглеске. У том такмичењу дебитовао је на отварању сезоне, у ремију против састава Стокпорт каунтија, 25. новембра исте године. Тада је у игру ушао у 80. минуту, уместо првог чувара мреже, Џонија Брејна, који се повредио. Услед повреде колена коју је доживео, Беговићева позајмица је крајем године прекинута, па је клуб напустио после само три одигране утакмице. У августу 2007, Беговић је уступљен Борнмуту, пред почетак такмичења у Првој фудбалској лиги Енглеске, по споразуму о уступању до јануара наредне године. Позајмица је прекинута 11. октобра, после чега се вратио у матични клуб. У постави Портсмута по први пут се нашао 8. децембра 2007, када је био уврштен међу 16 играча пред сусрет са екипом Астон Виле, када је остао на клупи за резервне фудбалере.
У марту 2008, Беговић је уступљен Јоувил тауну на месец дана, док је Портсмут задржао право опозива у било ком тренутку. Беговић је истог месеца дебитовао за Јоувил, на сусрету са Бристол роверсима, који је завршен без погодака. После две утакмице у клубу, уступање је прекинуто, али је спортски сектор Јоувила желео да задржи играча и у наредном периоду. Менаџер Расел Слејд је у јуну 2008. планирао Беговића као замену за Стива Милденхола, који је прешао у екипу Саутенд јунајтеда. Процес поновног доласка на позајмицу одужио се услед смртног случаја у Беговићевој породици, због чега је неко време паузирао. Клубу је поново приступио на три месеца у августу исте године. У том периоду наступио је на 14 утакмица, од чега је три пута остао несавладан.
Свој дебитантски наступ за Портсмут, Беговић је забележио у победи од 3 : 1 над екипом Сандерланда, 18. маја 2009. године. Беговић је након те утакмице изразио задовољство због свог првог наступа за клуб и шансе коју је чекао неколико година. Тадашњи тренер Портсмута, Пол Харт, прилику му је указао након повреде првог чувара мреже, Дејвида Џејмса. У октобру исте године, Беговић је прослеђен на позајмицу Ипсвич тауну, али је након месец дана опозван због поновне повреде Дејвида Џејмса. До краја сезоне наступио је укупно 15 пута на званичним сусретима.

### Стоук Сити

#### Период 2010—2013: Менаџер Тони Пјулис
Првог дана фебруара 2010, Беговић је потписао уговор са Стоук ситијем на четири и по године, а вредност трансфера износила је 3,25 милиона фунти. Тадашњи тренер Стоука, Тони Пјулис, образложио је да су пратили Беговићеве партије, и изразио веровање да су довели једног од најперспективнијих голмана из лиге. Беговић је пре потписа за Стоук преговарао и са Тотенхемом, али је, према сопственим речима, нови клуб изабрао из спортских разлога. Жељу да напусти бивши клуб изразио је услед нестабилне финансијске ситуације у претходном периоду. Портсмут је након Беговићеве одлуке и одабира новог клуба био дужан да обештети Тотенхема, са којим је унапред договорен трансфер тог играча. Такву одлуку донело је надлежно тело Премијер лиге, јер је Тотенхем извршио авансну уплату на име договора о трансферу Асмира Беговића и Јунеса Кабула.
За екипу Стоука, Беговић је дебитовао 25. априла 2010. године, ушавши у игру уместо повређеног Томаса Серенсена у 35. минуту сусрета са Челсијем, када су га противнички играчи савладали 5 пута, у поразу од 7 : 0. Неколико дана касније, по први пут се нашао у стартној постави Стоука, на сусрету са Евертоном, који је завршен без погодака, а до краја сезоне бранио је још против Фулама и Манчестер јунајтеда.
Према ранијим најавама и избору тренера Тонија Пјулиса, Беговић је на старту такмичарске 2010/11. задужио дрес са бројем 1. Према наводима у медијима, Беговић је одбио да наступи на утакмици Лига купа против Шрузбери тауна, што је тренер Тони Пјулис оценио као омаловажавајуће. Беговић је, с друге стране, негирао да је одбио да игра. Беговић је своју прву утакмицу у сезони одиграо у другом колу тог такмичења, 21. септембра, када је његов тим елиминисао Фулам, резултатом 2 : 0. Први премијерлигашки наступ уписао је у 10. колу, када се нашао у постави свог тима против Евертона, уместо повређеног Соренсена. Након тога се усталио у саставу, те га је тренер Пјулис у наставку сезоне користио као први избор пред голом. После минималног пораза од Арсенала, у фебруару 2011, Беговић је оценио да се тим заједнички развија. На следећој утакмици, Беговић је направио директну грешку приликом гола Дембе Бе, док је тренер пружио подршку голману. Како је Соренсен имао предност у ФА купу, Беговић није бранио ни у финалу тог такмичења.
На отварању такмичарске 2011/12, Беговић се усталио као први голман у постави Тонија Пјулиса, те је на првих шест званичних утакмица пет пута сачувао мрежу, закључно са минималном победом над Ливерпулом у 4. колу Премијер лиге. Након тога је екипа Стоука почела да бележи лошије резултате, док је Беговић на наредних 7 утакмица у Премијер лиги примио 18 голова. После убедљивог пораза од Болтон вондерерса, резултатом 5 : 0, Беговић је упутио извињење навијачима због лошег издања. Након тога је прилику пред голом поново добио Томас Соренсен, који је био стандардан на лигашким сусретима до почетка наредне године. Беговић је, у међувремену, наступао на сусретима ФА купа, односно Лиге Европе. Крајем 2011, Беговић је потписао нови уговор са клубом на четири и по године. У поставу се вратио крајем фебруара 2012, а статус првог чувара мреже сачувао је и током сезоне 2012/13, те је на уводних 15 утакмица примио укупно 12 погодака. Упркос лошијим резултатима у другом делу сезоне, Беговић је константно бранио све до краја те такмичарске године, након чега је изабран за најбољег клупског појединца.

#### Период 2013—2015: Менаџер Марк Хјуз
По доласку Марка Хјуза на место новог тренера, Беговић је задржао своју улогу у тиму, те је на отварању сезоне 2013/14. у Премијер лиги изабран за играча утакмице против Ливерпула, када је Стоук поражен минималним резултатом. Значајан моменат за Беговића догодио се 2. новембра 2013. године, када је после 13 секунди сусрета са Саутхемптоном погодио мрежу Артура Боруца. Испуцана лопта, која је тада ношена ветром, прелетела је штопере, одбила се од подлоге, а затим лобовала противничког голмана, који се налазио ван својих врата. Беговићев гол је, нешто више од годину дана касније, уписан у Гинисову књигу рекорда, као погодак постигнут са највеће удаљености у фудбалу, која је износила 91,9 m.
| „                                                 | Жешћи је осећај, али се догодио сплетом околности. Помало ми је непријатно због Боруца. То је била дугачка лопта, којој је ветар дао непредвиђени правац. Голманима није згодно у таквој ситуацији и нисам желео да се радујем из поштовања према њему. | ” |
| — Асмир Беговић након поготка против Саутхемптона | |   |

Крајем 2013, Беговић је поломио прст на руци током тренинга, због чега почетком наредне године није био у такмичарском погону. У састав се вратио на сусрету са Челсијем, 26. јануара 2014, када је Стоук минималним резултатом елиминисан из ФА купа. Беговић је током сезоне 2013/14. одиграо укупно 33 такмичарске утакмице, док је његов тим завршио на 9. месту на табели Премијер лиге.
Беговић је своју мрежу сачувао по 50. пут у победи од 2 : 0 над Евертоном, 4. марта 2015. године. Пред крај сезоне, након ремија од 1 : 1 са Сандерлендом, у ком је Скоук први примио гол, одмах на почетку сусрета, услед Беговићеве грешке, на три утакмице није бранио. У састав се вратио на затварању такмичења у Премијер лиги, када је Стоук савладао Ливерпул, резултатом 6 : 1. То је подстакло медијске спекулације о његовој будућности у клубу. Као замена за Беговића, који је у том тренутку иза себе имао више од 170 наступа у дресу Стоука, означен је репрезентативац Енглеске, Џек Батленд, резервни чувар мреже, са којим је клуб склопио дугорочну сарадњу.

### Челси
Иако је крајем јуна 2015. најпре одбио да пређе у тај клуб, јер је желео средину у којој би био прва опција пред голом, Беговић је средином наредног месеца потписао четворогодишњи уговор са Челсијем, а вредност трансфера процењена је на 8 милиона фунти. У склопу договора са његовим бившим клубом, Марко ван Гинкел је прослеђен на једногодишњу позајмицу у Стоук сити.
Свој дебитантски наступ за Челси, Беговић је остварио на летњој турнеји, када је заменио Тиба Куртоу на полувремену сусрета са Њујорк ред булсима. Иако је његов тим у том тренутку имао минимално вођство, крајњи резултат био је пораз од 4 : 2. Менаџер Жозе Морињо је након сусрета стао у одбрану Беговићу, те је грешке, које су приписане голману његовог тима, оправдао умором. У протоколу званичног сурета по први пут се нашао 2. августа, када је Челси поражен од Арсенала у Комјунити шилду, минималним резултатом. Тада је остао на клупи за резервне играче као замена Куртои. Неколико дана касније, на отварању такмичарске сезоне у Премијер лиги, Беговић је у игру ушао у 54. минуту утакмице против Свонзија, заменивши на терену стрелца првог гола, Оскара. Челси је тако остао са деветорицом играча у пољу, док је Беговић стао на гол уместо Куртое, који је искључен због једанаестерца скривљеног над Бафетимбијем Гомисом. У следећем колу се по први пут нашао у стартној постави Челсија, који је поражен резултатом 3 : 0 на гостовању Манчестер Ситију. Беговић је у дресу Челсија по први пут остао несавладан на сусрету првог кола Лиге шампиона, када је Челси савладао Макаби из Тел Авива, резултатом 4 : 0. У постави се усталио и бранио у континуитету све до децембра, те је у том периоду још два пута сачувао мрежу.
Током своје друге сезоне у клубу, Беговић је углавном имао статус резервисте, те су постојале индиције о могућем одласку током зимског прелазног рока. Међутим, како Челси није пронашао одговарајућу замену, остао је у клубу до краја сезоне. Тако је у Премијер лиги забележио само два наступа, против Манчестер јунајтеда и Вотфорда, али је клуб одлучио да му додели медаљу за допринос екипи у освајању наслова шампиона Енглеске у фудбалу за такмичарску 2016/17.

### Борнмут
Крајем маја 201. године, Беговић је потписао вишегодишњи уговор са Борнмутом. Вредност трансфера није објављена, а Беговић је тако том клубу приступио по други пут у својој каријери, пошто је претходно био члан екипе која се такмичила у Првој фудбалској лиги, као играч на позајмици. По свом повратку у клуб након 10 година, Беговић је дебитовао на отварању такмичарске 2017/18. у Премијер лиги, када је његов тим поражен на гостовању Вест Бромвич албиону, минималним резултатом. Мрежу је по први пут сачувао на сусрету 7. кола, против Лестера, чиме је Бормут освојио 4. бод те сезоне.
Екипа је касније, у току сезоне имала променљиву форму, али је најубедљивију победу остварила на гостовању Беговићевом бившем клубу, на Стамфорд бриџу, када је сусрет завршен резултатом 0 : 3. Беговић је те сезоне бранио на свим сусретима у Премијер лиги, док у осталим такмичењима није наступао. Следеће такмичарске године, Беговић је био стандардан у постави Борнмута све до 22. кола и пораза од екипе Евертона, резултатом 2 : 0. Одлуком Едија Хауа, у стартну поставу је од наредног кола увршен Артур Боруц. До краја сезоне бранио је још у поразима од Лестера и Бернлија.
Како на почетку такмичарске 2019/20. није био у саставу Борнмута, Беговић је прослеђен на позајмицу азербејџанском премијерлигашу, Карабагу, за који је дебитовао средином септембра 2019.
Дана 13. јануара 2020, Беговић је представљен као нови фудбалер екипе Милана. У клуб је стигао као резерва Ђанлуиђију Донаруми, након одласка Пепеа Рејне у редове Астон Виле.

## Репрезентативна каријера

### Канада
Беговић је био члан млађих узраста репрезентације Канаде, почевши од кадетске селекције. Канада је 2007. године била домаћа репрезентација на Светском првенству за играче до 20 година старости, а Беговић је тај тим представљао као први избор пред голом. Репрезентација Канаде је учешће завршила као последња у групи, без освојених бодова и постигнутог гола. Беговић је бранио на све три утакмице на турниру, против селекција Чилеа, Аустрије и Конга, а на последњем сусрету добио је црвени картон због играња руком ван свог шеснаестерца и спречавања изгледне прилике за погодак противничке екипе.
У августу 2007, тада двадесетогодишњи Беговић, добио је први позив у сениорски састав Канаде, за пријатељски сусрет са Исландом, али том приликом није наступио. Током квалификација за Светско првенство, 2010. године, предност је добијао Ларс Хиршфелд.
Играчи са двојним држављанством, попут Беговића, који су већ наступали за млађе репрезентативне узрасте, нису имали право промене националног тима након своје 21. године, али је ФИФА у јуну 2009. укинула то правило. Крајем истог месеца, медији у Босни и Херцеговини пренели су да је Беговић разговарао са тадашњим селектором, Мирославом Блажевићем, о могућем наступу за репрезентацију те државе. Беговић је касније пропустио КОНКАКАФ златни куп за 2009. годину, објаснивши то одлуком Портсмута, његовог тадашњег клуба, да одради потпуне летње припреме са екипом, пред почетак нове сезоне. Средином јула исте године, Беговић је изјавио да жели да и надаље буде члан канадске репрезентације, те да су његове речи у вези са репрезентацијом Босне и Херцеговине погрешно протумачене.
| „                                  | За Канаду играм већ прилично дуго и никада нисам донео одлуку о промени репрезентације. Желим да останем овде у Канади и ту видим своју будућност. Било је контаката са Фудбалским савезом Босне и Херцеговине, али је моја одлука је да ипак остајем канадски репрезентативац. | ” |
| — Асмир Беговић, јула 2009. године | |   |

### Босна и Херцеговина
Месец дана након изјаве за канадску радио станицу да жели да наступа за репрезентацију те државе, Беговић је одлучио да прихвати позив селектора Блажевића на окупљање сениорске селекције Босне и Херцеговине. Међутим, како је тада добио ћерку, Блажевићу се по први пут одазвао у септембру исте године, током квалификација за Светско првенство.
| „                                                                                              | Ако селектор одлучи да ја браним, бићу пресрећан. Ипак, ако буде и другачије, нећу бити разочаран. У форми сам и пун самопоуздања, које је код голмана најпотребније. Иако су неки мислили да се нећу одазвати, ја сам ту. Рођен сам у Требињу, БиХ је моја домовина. | ” |
| — Асмир Беговић, приликом окупљања репрезентације Босне и Херцеговине у септембру 2009. године | |   |

Током првог окупљања, Беговић није бранио ни на једном мечу. За репрезентацију Босне и Херцеговине дебитовао је у следећем кругу квалификација, 10. октобра 2009, када је ушао у игру уместо Кенана Хасагића у завршници сусрета са Естонијом.
| „                                                                       | Изузетно се веселим што сам имао прилику дебитовати. Био је диван осјећај и захвалио бих се навијачима на великој подршци. Ова репрезентација прошла је тежак пут до овог успеха и драго ми је да сам и ја део овог тима. | ” |
| — Асмир Беговић, након свог дебитантског наступа за Босну и Херцеговину | |   |

На пријатељској утакмици против Гане, у марту наредне године, Беговић је добио прилику да брани у другом полувремену. У игру је ушао при резултату 1 : 1 и до краја сусрета сачувао своју мрежу, док је у наставку сусрета Миралем Пјанић постигао одлучујући погодак за победу репрезентације Босне и Херцеговине. У стартној постави државног тима по први пут се нашао крајем маја 2010, када је његов тим претрпео пораз од 4 : 2 на гостовању Шведској у Стокхолму. У фебруару 2011, Беговић је изазвао контроверзе услед отказивања наступа на сусретима са екипама Словачке и Мексика. Беговић је после тога изјавио да неће наступати за Босну и Херцеговину док је Сафет Сушић селектор, али се у августу исте године одазвао његовом поновном позиву. Њих двојица су надаље измирили несугласице, па је Беговић касније редовно добијао позиве у репрезентацију.
Од августа 2012. Беговић је постао први избор пред голом репрезентације Босне и Херцеговине. Крајем маја исте године, Беговић је добио признање Идол Нације, према избору спортских новинара из Босне и Херцеговине, које је претходне три године додељивано његовом саиграчу из репрезентације, Едину Џеку. Победом над селекцијом Литваније, 15. октобра 2013. године, Босна и Херцеговина је изборила пласман на Светско првенство, чији је домаћин лета 2014. био Бразил. Селектор Сафет Сушић је на том такмичењу Беговића такође користио као првог чувара мреже. Босна и Херцеговина је, победом над Ираном, освојила три бода, те је елиминисана као трећепласирана репрезентација у групи Ф.
Пред крај првог полувремена на утакмици квалификационог циклуса за Светско првенство, против селекције Белгије, Беговић се нашао у улози асистента Едину Вишћи, за вођство своје екипе резултатом 2 : 1. Услед грешке одбрамбених играча противничког састава, Вишћа је прихватио лопту након Беговићевог испуцавања, изашао сам испред чувара мреже, Тиба Куртое, те реализовао шансу. Белгија је у наставку сусрета преокренула резултат у своју корист и остварила победу од 4 : 3 на Стадиону Грбавица.
У новембру 2018, након што је Беговић отказао долазак на окупљање репрезентације, селектор Роберт Просинечки је у састав уврстио Кенана Пирића. Како се Ибрахим Шехић усталио пред голом репрезентације Босне и Херцеговине, а Беговић изгубио статус првог голмана у Борнмуту, Просинечки га је изоставио са списка у марту 2019. године.

## Статистика каријере

### Клупска
Ажурирано 8. марта 2020.
| Клуб                       | Сезона   | Лига                      | Лига    | Лига   | Куп     | Куп    | Лига куп | Лига куп | УЕФА    | УЕФА   | Остало  | Остало | УКУПНО  | УКУПНО |
| Клуб                       | Сезона   | Дивизија                  | Наступа | Голова | Наступа | Голова | Наступа  | Голова   | Наступа | Голова | Наступа | Голова | Наступа | Голова |
| -------------------------- | -------- | ------------------------- | ------- | ------ | ------- | ------ | -------- | -------- | ------- | ------ | ------- | ------ | ------- | ------ |
|                            |          |                           |         |        |         |        |          |          |         |        |         |        |         |        |
| Портсмут                   | 2005/06. | Премијер лига             | 0       | 0      | 0       | 0      | 0        | 0        | —       | —      | —       | —      | 0       | 0      |
| Портсмут                   | 2006/07. | Премијер лига             | 0       | 0      | —       | —      | 0        | 0        | —       | —      | —       | —      | 0       | 0      |
| Портсмут                   | 2007/08. | Премијер лига             | 0       | 0      | 0       | 0      | 0        | 0        | —       | —      | —       | —      | 0       | 0      |
| Портсмут                   | 2008/09. | Премијер лига             | 2       | 0      | 0       | 0      | 0        | 0        | 0       | 0      | —       | —      | 2       | 0      |
| Портсмут                   | 2009/10. | Премијер лига             | 9       | 0      | 3       | 0      | 3        | 0        | —       | —      | —       | —      | 15      | 0      |
| Портсмут                   | Укупно   | Укупно                    | 11      | 0      | 3       | 0      | 3        | 0        | 0       | 0      | —       | —      | 17      | 0      |
|                            |          |                           |         |        |         |        |          |          |         |        |         |        |         |        |
| Ла Лувјер (позајмица)      | 2005/06. | Прва лига Белгије         | 6       | 0      | —       | —      | —        | —        | —       | —      | —       | —      | 6       | 0      |
|                            |          |                           |         |        |         |        |          |          |         |        |         |        |         |        |
| Маклсфилд таун (позајмица) | 2006/07. | Лига два                  | 3       | 0      | 1       | 0      | —        | —        | —       | —      | —       | —      | 4       | 0      |
|                            |          |                           |         |        |         |        |          |          |         |        |         |        |         |        |
| Борнмут (позајмица)        | 2007/08. | Лига један                | 8       | 0      | 0       | 0      | 0        | 0        | —       | —      | 1       | 0      | 9       | 0      |
|                            |          |                           |         |        |         |        |          |          |         |        |         |        |         |        |
| Јоувил таун (позајмица)    | 2007/08. | Лига један                | 2       | 0      | —       | —      | —        | —        | —       | —      | —       | —      | 2       | 0      |
| Јоувил таун (позајмица)    | 2008/09. | Лига један                | 14      | 0      | —       | —      | —        | —        | —       | —      | 0       | 0      | 14      | 0      |
| Јоувил таун (позајмица)    | Укупно   | Укупно                    | 16      | 0      | —       | —      | —        | —        | —       | —      | 0       | 0      | 16      | 0      |
|                            |          |                           |         |        |         |        |          |          |         |        |         |        |         |        |
| Ипсвич таун (позајмица)    | 2009/10. | Чемпионшип                | 6       | 0      | —       | —      | —        | —        | —       | —      | —       | —      | 6       | 0      |
|                            |          |                           |         |        |         |        |          |          |         |        |         |        |         |        |
| Стоук сити                 | 2009/10. | Премијер лига             | 4       | 0      | —       | —      | —        | —        | —       | —      | —       | —      | 4       | 0      |
| Стоук сити                 | 2010/11. | Премијер лига             | 28      | 0      | 0       | 0      | 2        | 0        | —       | —      | —       | —      | 30      | 0      |
| Стоук сити                 | 2011/12. | Премијер лига             | 23      | 0      | 3       | 0      | 0        | 0        | 5       | 0      | —       | —      | 31      | 0      |
| Стоук сити                 | 2012/13. | Премијер лига             | 38      | 0      | 0       | 0      | 0        | 0        | —       | —      | —       | —      | 38      | 0      |
| Стоук сити                 | 2013/14. | Премијер лига             | 32      | 1      | 1       | 0      | 0        | 0        | —       | —      | —       | —      | 33      | 1      |
| Стоук сити                 | 2014/15. | Премијер лига             | 35      | 0      | 0       | 0      | 1        | 0        | —       | —      | —       | —      | 36      | 0      |
| Стоук сити                 | Укупно   | Укупно                    | 160     | 1      | 4       | 0      | 3        | 0        | 5       | 0      | —       | —      | 172     | 1      |
|                            |          |                           |         |        |         |        |          |          |         |        |         |        |         |        |
| Челси                      | 2015/16. | Премијер лига             | 17      | 0      | 1       | 0      | 2        | 0        | 5       | 0      | —       | —      | 25      | 0      |
| Челси                      | 2016/17. | Премијер лига             | 2       | 0      | 3       | 0      | 3        | 0        | —       | —      | —       | —      | 8       | 0      |
| Челси                      | Укупно   | Укупно                    | 19      | 0      | 4       | 0      | 5        | 0        | 5       | 0      | —       | —      | 33      | 0      |
|                            |          |                           |         |        |         |        |          |          |         |        |         |        |         |        |
| Борнмут                    | 2017/18. | Премијер лига             | 38      | 0      | 0       | 0      | 0        | 0        | —       | —      | —       | —      | 38      | 0      |
| Борнмут                    | 2018/19. | Премијер лига             | 24      | 0      | 0       | 0      | 0        | 0        | —       | —      | —       | —      | 24      | 0      |
| Борнмут                    | 2019/20. | Премијер лига             | 0       | 0      | 0       | 0      | 0        | 0        | —       | —      | —       | —      | 0       | 0      |
| Борнмут                    | Укупно   | Укупно                    | 70      | 0      | 0       | 0      | 0        | 0        | —       | —      | 1       | 0      | 71      | 0      |
|                            |          |                           |         |        |         |        |          |          |         |        |         |        |         |        |
| Карабаг (позајмица)        | 2019/20. | Премијер лига Азербејџана | 10      | 0      | 2       | 0      | —        | —        | 5       | 0      | —       | —      | 17      | 0      |
|                            |          |                           |         |        |         |        |          |          |         |        |         |        |         |        |
| Милан (позајмица)          | 2019/20. | Серија А                  | 2       | 0      | 0       | 0      | —        | —        | —       | —      | —       | —      | 2       | 0      |
|                            |          |                           |         |        |         |        |          |          |         |        |         |        |         |        |
| КАРИЈЕРА                   | КАРИЈЕРА | КАРИЈЕРА                  | 299     | 1      | 14      | 0      | 11       | 0        | 15      | 0      | 1       | 0      | 340     | 1      |
|                            |          |                           |         |        |         |        |          |          |         |        |         |        |         |        |

### Репрезентативна
Ажурирано 11. октобра 2018.
| 2009.  | 1  | 0 |
| 2010.  | 3  | 0 |
| 2011.  | 5  | 0 |
| 2012.  | 9  | 0 |
| 2013.  | 9  | 0 |
| 2014.  | 11 | 0 |
| 2015.  | 9  | 0 |
| 2016.  | 7  | 0 |
| 2017.  | 7  | 0 |
| 2018.  | 1  | 0 |
| Укупно | 62 | 0 |

### Утакмице у дресу репрезентације
| Статистика Асмира Беговића у дресу репрезентације БиХ | Статистика Асмира Беговића у дресу репрезентације БиХ | Статистика Асмира Беговића у дресу репрезентације БиХ | Статистика Асмира Беговића у дресу репрезентације БиХ | Статистика Асмира Беговића у дресу репрезентације БиХ | Статистика Асмира Беговића у дресу репрезентације БиХ | Статистика Асмира Беговића у дресу репрезентације БиХ | Статистика Асмира Беговића у дресу репрезентације БиХ | Статистика Асмира Беговића у дресу репрезентације БиХ | Статистика Асмира Беговића у дресу репрезентације БиХ |
| #                                                     | Датум                                                 | Такмичење                                             | Локација                                              | Домаћин                                               | Резултат                                              | Гост                                                  | Картони                                               | Мин.                                                  | Реф.                                                  |
| ----------------------------------------------------- | ----------------------------------------------------- | ----------------------------------------------------- | ----------------------------------------------------- | ----------------------------------------------------- | ----------------------------------------------------- | ----------------------------------------------------- | ----------------------------------------------------- | ----------------------------------------------------- | ----------------------------------------------------- |
| 1                                                     | 10. октобар 2009.                                     | Квалификације за СП 2010                              | Талин                                                 | Естонија                                              | 0 : 2                                                 | Босна и Херцеговина                                   |                                                       | 1                                                     | [ 131 ]                                               |
| 2                                                     | 3. март 2010.                                         | Пријатељска утакмица                                  | Сарајево                                              | Босна и Херцеговина                                   | 2 : 1                                                 | Гана                                                  |                                                       | 44                                                    | [ 132 ]                                               |
| 3                                                     | 29. мај 2010.                                         | Пријатељска утакмица                                  | Стокхолм                                              | Шведска                                               | 4 : 2                                                 | Босна и Херцеговина                                   |                                                       | 90                                                    | [ 133 ]                                               |
| 4                                                     | 8. октобар 2010.                                      | Квалификације за ЕП 2012.                             | Тирана                                                | Албанија                                              | 1 : 1                                                 | Босна и Херцеговина                                   |                                                       | 44                                                    | [ 134 ]                                               |
| 5                                                     | 6. септембар 2011.                                    | Квалификације за ЕП 2012.                             | Зеница                                                | Босна и Херцеговина                                   | 1 : 0                                                 | Белорусија                                            |                                                       | 90                                                    | [ 135 ]                                               |
| 6                                                     | 7. октобар 2011.                                      | Квалификације за ЕП 2012.                             | Зеница                                                | Босна и Херцеговина                                   | 5 : 0                                                 | Луксембург                                            |                                                       | 90                                                    | [ 136 ]                                               |
| 7                                                     | 11. октобар 2011.                                     | Квалификације за ЕП 2012.                             | Париз                                                 | Француска                                             | 1 : 1                                                 | Босна и Херцеговина                                   |                                                       | 44                                                    | [ 137 ]                                               |
| 8                                                     | 11. новембар 2011.                                    | Квалификације за ЕП 2012.                             | Зеница                                                | Босна и Херцеговина                                   | 0 : 0                                                 | Португалија                                           |                                                       | 90                                                    | [ 138 ]                                               |
| 9                                                     | 15. новембар 2011.                                    | Квалификације за ЕП 2012.                             | Лисабон                                               | Португалија                                           | 6 : 2                                                 | Босна и Херцеговина                                   |                                                       | 90                                                    | [ 139 ]                                               |
| 10                                                    | 28. фебруар 2012.                                     | Пријатељска утакмица                                  | Санкт Гален                                           | Бразил                                                | 2 : 1                                                 | Босна и Херцеговина                                   |                                                       | 90                                                    | [ 140 ]                                               |
| 11                                                    | 26. мај 2012.                                         | Пријатељска утакмица                                  | Даблин                                                | Република Ирска                                       | 1 : 0                                                 | Босна и Херцеговина                                   |                                                       | 90                                                    | [ 141 ]                                               |
| 12                                                    | 31. мај 2012.                                         | Пријатељска утакмица                                  | Чикаго                                                | Мексико                                               | 2 : 1                                                 | Босна и Херцеговина                                   |                                                       | 90                                                    | [ 142 ]                                               |
| 13                                                    | 15. август 2012.                                      | Пријатељска утакмица                                  | Ланели                                                | Велс                                                  | 0 : 2                                                 | Босна и Херцеговина                                   |                                                       | 90                                                    | [ 143 ]                                               |
| 14                                                    | 7. септембар 2012.                                    | Квалификације за СП 2014.                             | Вадуц                                                 | Лихтенштајн                                           | 1 : 8                                                 | Босна и Херцеговина                                   |                                                       | 90                                                    | [ 144 ]                                               |
| 15                                                    | 11. септембар 2012.                                   | Квалификације за СП 2014.                             | Зеница                                                | Босна и Херцеговина                                   | 4 : 1                                                 | Летонија                                              |                                                       | 90                                                    | [ 145 ]                                               |
| 16                                                    | 12. октобар 2012.                                     | Квалификације за СП 2014.                             | Пиреј                                                 | Грчка                                                 | 0 : 0                                                 | Босна и Херцеговина                                   |                                                       | 90                                                    | [ 146 ]                                               |
| 17                                                    | 16. октобар 2012.                                     | Квалификације за СП 2014.                             | Зеница                                                | Босна и Херцеговина                                   | 3 : 0                                                 | Литванија                                             |                                                       | 90                                                    | [ 147 ]                                               |
| 18                                                    | 14. новембар 2012.                                    | Пријатељска утакмица                                  | Алжир                                                 | Алжир                                                 | 0 : 1                                                 | Босна и Херцеговина                                   |                                                       | 90                                                    | [ 148 ]                                               |
| 19                                                    | 6. фебруар 2013.                                      | Пријатељска утакмица                                  | Љубљана                                               | Словенија                                             | 0 : 3                                                 | Босна и Херцеговина                                   |                                                       | 82                                                    | [ 149 ]                                               |
| 20                                                    | 22. март 2013.                                        | Квалификације за СП 2014.                             | Зеница                                                | Босна и Херцеговина                                   | 3 : 1                                                 | Грчка                                                 |                                                       | 90                                                    | [ 150 ]                                               |
| 21                                                    | 7. јун 2013.                                          | Квалификације за СП 2014.                             | Рига                                                  | Летонија                                              | 0 : 5                                                 | Босна и Херцеговина                                   |                                                       | 90                                                    | [ 151 ]                                               |
| 22                                                    | 14. август 2013.                                      | Пријатељска утакмица                                  | Сарајево                                              | Босна и Херцеговина                                   | 3 : 4                                                 | Сједињене Државе                                      |                                                       | 90                                                    | [ 152 ]                                               |
| 23                                                    | 6. септембар 2013.                                    | Квалификације за СП 2014.                             | Зеница                                                | Босна и Херцеговина                                   | 0 : 1                                                 | Словачка                                              |                                                       | 90                                                    | [ 153 ]                                               |
| 24                                                    | 10. септембар 2013.                                   | Квалификације за СП 2014.                             | Жилина                                                | Словачка                                              | 1 : 2                                                 | Босна и Херцеговина                                   | 87’                                                   | 90                                                    | [ 154 ]                                               |
| 25                                                    | 11. октобар 2013.                                     | Квалификације за СП 2014.                             | Зеница                                                | Босна и Херцеговина                                   | 4 : 1                                                 | Лихтенштајн                                           |                                                       | 90                                                    | [ 155 ]                                               |
| 26                                                    | 15. октобар 2013.                                     | Квалификације за СП 2014.                             | Каунас                                                | Литванија                                             | 0 : 1                                                 | Босна и Херцеговина                                   |                                                       | 90                                                    | [ 156 ]                                               |
| 27                                                    | 19. новембар 2013.                                    | Пријатељска утакмица                                  | Сент Луис                                             | Аргентина                                             | 2 : 0                                                 | Босна и Херцеговина                                   |                                                       | 90                                                    | [ 157 ]                                               |
| 28                                                    | 5. март 2014.                                         | Пријатељска утакмица                                  | Инзбрук                                               | Босна и Херцеговина                                   | 0 : 2                                                 | Египат                                                |                                                       | 90                                                    | [ 158 ]                                               |
| 29                                                    | 31. мај 2014.                                         | Пријатељска утакмица                                  | Сент Луис                                             | Босна и Херцеговина                                   | 2 : 1                                                 | Обала Слоноваче                                       |                                                       | 90                                                    | [ 159 ]                                               |
| 30                                                    | 3. јун 2014.                                          | Пријатељска утакмица                                  | Чикаго                                                | Мексико                                               | 0 : 1                                                 | Босна и Херцеговина                                   | 72’                                                   | 90                                                    | [ 160 ]                                               |
| 31                                                    | 15. јун 2014.                                         | СП 2014.                                              | Рио де Жанеиро                                        | Аргентина                                             | 2 : 1                                                 | Босна и Херцеговина                                   |                                                       | 90                                                    | [ 161 ]                                               |
| 32                                                    | 21. јун 2014.                                         | СП 2014.                                              | Кујаба                                                | Нигер                                                 | 1 : 0                                                 | Босна и Херцеговина                                   |                                                       | 90                                                    | [ 162 ]                                               |
| 33                                                    | 25. јун 2014.                                         | СП 2014.                                              | Салвадор                                              | Босна и Херцеговина                                   | 3 : 1                                                 | Иран                                                  |                                                       | 90                                                    | [ 163 ]                                               |
| 34                                                    | 4. септембар 2014.                                    | Пријатељска утакмица                                  | Тузла                                                 | Босна и Херцеговина                                   | 3 : 0                                                 | Лихтенштајн                                           |                                                       | 61                                                    | [ 164 ]                                               |
| 35                                                    | 9. септембар 2014.                                    | Квалификације за ЕП 2016.                             | Зеница                                                | Босна и Херцеговина                                   | 1 : 2                                                 | Кипар                                                 |                                                       | 90                                                    | [ 165 ]                                               |
| 36                                                    | 10. октобар 2014.                                     | Квалификације за ЕП 2016.                             | Кардиф                                                | Велс                                                  | 0 : 0                                                 | Босна и Херцеговина                                   |                                                       | 90                                                    | [ 166 ]                                               |
| 37                                                    | 13. октобар 2014.                                     | Квалификације за ЕП 2016.                             | Зеница                                                | Босна и Херцеговина                                   | 1 : 1                                                 | Белгија                                               |                                                       | 90                                                    | [ 167 ]                                               |
| 38                                                    | 16. новембар 2014.                                    | Квалификације за ЕП 2016.                             | Јерусалим                                             | Израел                                                | 3 : 0                                                 | Босна и Херцеговина                                   |                                                       | 90                                                    | [ 168 ]                                               |
| 39                                                    | 28. март 2015.                                        | Квалификације за ЕП 2016.                             | Андора                                                | Андора                                                | 0 : 3                                                 | Босна и Херцеговина                                   |                                                       | 90                                                    | [ 169 ]                                               |
| 40                                                    | 31. март 2015.                                        | Пријатељска утакмица                                  | Беч                                                   | Аустрија                                              | 1 : 1                                                 | Босна и Херцеговина                                   |                                                       | 90                                                    | [ 170 ]                                               |
| 41                                                    | 12. јун 2015.                                         | Квалификације за ЕП 2016.                             | Зеница                                                | Босна и Херцеговина                                   | 3 : 1                                                 | Израел                                                |                                                       | 90                                                    | [ 171 ]                                               |
| 42                                                    | 3. септембар 2015.                                    | Квалификације за ЕП 2016.                             | Брисел                                                | Белгија                                               | 3 : 1                                                 | Босна и Херцеговина                                   |                                                       | 90                                                    | [ 172 ]                                               |
| 43                                                    | 6. септембар 2015.                                    | Квалификације за ЕП 2016.                             | Зеница                                                | Босна и Херцеговина                                   | 3 : 0                                                 | Андора                                                |                                                       | 90                                                    | [ 173 ]                                               |
| 44                                                    | 10. октобар 2015.                                     | Квалификације за ЕП 2016.                             | Зеница                                                | Босна и Херцеговина                                   | 2 : 0                                                 | Велс                                                  | 85’                                                   | 90                                                    | [ 174 ]                                               |
| 45                                                    | 13. октобар 2015.                                     | Квалификације за ЕП 2016.                             | Никозија                                              | Кипар                                                 | 2 : 3                                                 | Босна и Херцеговина                                   | 51’                                                   | 90                                                    | [ 175 ]                                               |
| 46                                                    | 13. новембар 2015.                                    | Квалификације за ЕП 2016.                             | Зеница                                                | Босна и Херцеговина                                   | 1 : 1                                                 | Република Ирска                                       |                                                       | 90                                                    | [ 176 ]                                               |
| 47                                                    | 16. новембар 2015.                                    | Квалификације за ЕП 2016.                             | Даблин                                                | Република Ирска                                       | 2 : 0                                                 | Босна и Херцеговина                                   |                                                       | 90                                                    | [ 177 ]                                               |
| 48                                                    | 25. март 2016.                                        | Пријатељска утакмица                                  | Луксембург                                            | Луксембург                                            | 0 : 3                                                 | Босна и Херцеговина                                   |                                                       | 45                                                    | [ 178 ]                                               |
| 49                                                    | 29. март 2016.                                        | Пријатељска утакмица                                  | Санкт Гален                                           | Швајцарска                                            | 0 : 2                                                 | Босна и Херцеговина                                   |                                                       | 62                                                    | [ 179 ]                                               |
| 50                                                    | 29. мај 2016.                                         | Пријатељска утакмица                                  | Санкт Гален                                           | Шпанија                                               | 3 : 1                                                 | Босна и Херцеговина                                   |                                                       | 90                                                    | [ 180 ]                                               |
| 51                                                    | 6. септембар 2016.                                    | Квалификације за СП 2018.                             | Зеница                                                | Босна и Херцеговина                                   | 5 : 0                                                 | Естонија                                              |                                                       | 90                                                    | [ 181 ]                                               |
| 52                                                    | 7. октобар 2016.                                      | Квалификације за СП 2018.                             | Брисел                                                | Белгија                                               | 4 : 0                                                 | Босна и Херцеговина                                   |                                                       | 90                                                    | [ 182 ]                                               |
| 53                                                    | 10. октобар 2016.                                     | Квалификације за СП 2018.                             | Зеница                                                | Босна и Херцеговина                                   | 2 : 0                                                 | Кипар                                                 |                                                       | 90                                                    | [ 183 ]                                               |
| 54                                                    | 13. новембар 2016.                                    | Квалификације за СП 2018.                             | Пиреј                                                 | Грчка                                                 | 1 : 1                                                 | Босна и Херцеговина                                   |                                                       | 90                                                    | [ 184 ]                                               |
| 55                                                    | 25. март 2017.                                        | Квалификације за СП 2018.                             | Зеница                                                | Босна и Херцеговина                                   | 5 : 0                                                 | Гибралтар                                             |                                                       | 90                                                    | [ 185 ]                                               |
| 56                                                    | 28. март 2017.                                        | Пријатељска утакмица                                  | Елбасан                                               | Албанија                                              | 1 : 2                                                 | Босна и Херцеговина                                   |                                                       | 90                                                    | [ 186 ]                                               |
| 57                                                    | 9. јун 2017.                                          | Квалификације за СП 2018.                             | Зеница                                                | Босна и Херцеговина                                   | 0 : 0                                                 | Грчка                                                 |                                                       | 90                                                    | [ 187 ]                                               |
| 58                                                    | 31. август 2017.                                      | Квалификације за СП 2018.                             | Никозија                                              | Кипар                                                 | 3 : 2                                                 | Босна и Херцеговина                                   |                                                       | 90                                                    | [ 188 ]                                               |
| 59                                                    | 3. септембар 2017.                                    | Квалификације за СП 2018.                             | Фаро                                                  | Гибралтар                                             | 0 : 4                                                 | Босна и Херцеговина                                   |                                                       | 90                                                    | [ 189 ]                                               |
| 60                                                    | 7. октобар 2017.                                      | Квалификације за СП 2018.                             | Сарајево                                              | Босна и Херцеговина                                   | 3 : 4                                                 | Белгија                                               |                                                       | 90                                                    | [ 190 ]                                               |
| 61                                                    | 10. октобар 2017.                                     | Квалификације за СП 2018.                             | Талин                                                 | Естонија                                              | 1 : 2                                                 | Босна и Херцеговина                                   |                                                       | 90                                                    | [ 191 ]                                               |
| 62                                                    | 11. октобар 2018.                                     | Пријатељска утакмица                                  | Ризе                                                  | Турска                                                | 0 : 0                                                 | Босна и Херцеговина                                   |                                                       | 45                                                    | [ 192 ]                                               |
| 63                                                    | 7. септембар 2020.                                    | Лига нација                                           | Зеница                                                | Босна и Херцеговина                                   | 1 : 2                                                 | Пољска                                                |                                                       | 90                                                    | [ 193 ]                                               |
| УКУПНО                                                | УКУПНО                                                | УКУПНО                                                | УКУПНО                                                | УКУПНО                                                | УКУПНО                                                | УКУПНО                                                | 4                                                     | 5288                                                  | [ 7 ] [ 3 ] [ 130 ]                                   |

## Приватни живот
Асмир Беговић рођен је у бошњачкој породици Амира Беговића и Ајније, пореклом из Стоца. Услед ратних сукоба на простору Босне и Херцеговине, пред распад Југославије, Асмирови родитељи одлучили су да се одселе у Немачку. Беговић је ту одрастао и почео да тренира фудбал, а са породицом се, потом, преселио у Канаду.
У августу 2009. године, Беговић је по први пут постао отац, када је његова партнерка, Никол Хауард, родила ћерку по имену Тејлор. Две године касније, пар је закључио брак и том приликом је Асмирова супруга узела презиме Беговић. Своју другу ћерку, Блер Роуз, добили су 2017. године.
Беговић је 2011. године подржао хуманитарну организацију фудбалског клуба Едмонтона, под називом Шут за децу. Две године касније, основао је сопствену фондацију. Поред матерњег језика, Беговић је услед вишеструких промена места боравка усавршио немачки, енглески и француски језик. Његов млађи брат, Денис, такође је голман.

## Трофеји и награде

### Клупске
Челси
- Премијер лига: 2016/17.[202]

- Финалиста ФА купа: 2016/17.[203]

### Појединачне
- Најбољи фудбалер Канаде у узрасту до 20 година, 2007.[204]

- Као најбољи играч Стоук ситија, за сезону 2012/13, по избору клуба, саиграча, спортског сектора и навијача, посебно је награђен у свакој од категорија[205]

- Идол Нације 2013, најбољег фудбалера Босне и Херцеговине, према избору спортских новинара[121]